# Statenice
Statenice (en allemand : Statenitz) est une commune du district de Prague-Ouest, dans la région de Bohême-Centrale, en République tchèque. Sa population s'élevait à 1 536 habitants en 2020.

## Géographie
Statenice se trouve à 6 km au sud-sud-est de Roztoky et à 9,5 km au nord-ouest de Prague.
La commune est limitée par Velké Přílepy au nord, par Únětice à l'est, par Horoměřice au sud-ouest, par Prague au sud-est, et par Tuchoměřice et Lichoceves à l'ouest.

## Histoire
La première mention écrite de la localité date de 1227.

## Administration
La commune se compose de deux quartiers :
- Statenice
- Černý Vůl

## Transports
Par la route, Statenice se trouve à 9 km de Roztoky et à 14 km du centre de Prague.